# Bunkie
Bunkie är en ort i Avoyelles Parish i Louisiana. Vid 2010 års folkräkning hade Bunkie 4 171 invånare.